# Winfred Yavi
Winfred Yavi, född 31 december 1999, är en kenyansk friidrottare som tävlar för Bahrain i medeldistanslöpning och hinderlöpning.

## Karriär
Vid världsmästerskapen i friidrott år 2023 i Budapest vann Yavi guld på 3 000 meter hinder. Vid asiatiska mästerskapen i friidrott år 2023 vann hon både 1 500 meter och 3 000 meter hinder. Vid OS 2024 tog hon guld på 3 000 meter hinder.